# Jennifer Lee Carrell
Jennifer Lee Carrell (* 1962, Washington) es una escritora estadounidense.
Experta en literatura inglesa y estadounidense, Jennifer Lee Carrell estudió en las universidades de Oxford, Stanford y Harvard, donde además fue profesora –tres veces premiada por la calidad de su enseñanza— de Historia Medieval y del Renacimiento; y dirigió obras de Shakespeare para la compañía teatral Hyperion.

## Obra
Se inició literariamente publicando en Smithsonian y ejerciendo crítica musical en el Arizona Daily Star. 
Su primer libro, The Speckled Monster, un ensayo sobre la viruela a principios del siglo XVIII fue elogiado particularmente por su "voz fascinante y casi novelística". 
También ha escrito numerosos artículos para la prestigiosa revista Smithsonian. 
Sepultado con sus huesos (2007) es su primera novela, una historia de suspense sobre un asesinato que tendrá que ser resuelto a partir de pistas ocultas en los manuscritos de Shakespeare.
En 2010 lanza Haunt me still, que en Reino Unido es publicado bajo el nombre de The Shakespeare Curse. Sunday Times.